# Kleine Aa (Sempachersee)
Die Kleine Aa (auch Chli Aa) ist ein rund sechs Kilometer langer Zufluss des Sempachersees im Schweizer Kanton Luzern.

## Geographie

### Verlauf
Die Kleine Aa entspringt auf 580 m ü. M. beim Hof Hinterfeld knapp innerhalb des Chüserainwalds auf der Gemeindegrenze von Rothenburg und Neuenkirch. Die Quelle liegt rund 190 Meter vom Ursprung des Waldbachs, einem rechten Zufluss der Grossen Aa, entfernt.
Die Kleine Aa fliesst anfangs in einem vorwiegend nördlichen Verlauf dem Waldrand entlang. Sie passiert die Ackerflächen des Chüserainmooses im Westen und des Hinderfelds im Osten in einem flachen Graben, der meist von Gehölz eingenommen wird. Am südlichen Waldrand des Scheidwäldlis knickt sie nach Nordwesten ab und verläuft nun auf der Gemeindegrenze zwischen Neuenkirch und Rain. Sie fliesst knapp innerhalb des Scheidwäldlis und tritt dann gesäumt von Gehölz wieder aus dem Wäldchen heraus. Sie wendet sich nach Norden und weicht dabei erstmals von der Gemeindegrenze ab. Die Kleine Aa durchquert das frühere Feuchtgebiet Scheidmoos beim Weiler Scheid und knickt erneut nach Nordwesten ab. Nur kurz darauf verläuft sie wieder auf der Gemeindegrenze, wo ihr von links der Abfluss aus dem ehemalig grossflächigen Feuchtgebiet Chüserainmoos zufliesst.
Es folgt ein Feldweg, bei dem sie erstmals eingedolt wird. Dabei wird sie ins Erlewäldli auf Neuenkirchner Gemeindegebiet geleitet, wo sie von rechts das Hapferebächli aufnimmt. Sie tritt wieder an die Oberfläche und durchfliesst in nordnordwestlicher Richtung das Erlewäldli, gefolgt von einem Gehölzsaum. Die Kleine Aa erreicht den Weiler Mettenwil und vollzieht bei der Einmündung eines kleinen Baches von rechts einen Bogen nach Südwesten, wo sie anfangs von einem schmalen Waldstreifen begleitet wird, der weiter Bachabwärts in dichtes Gehölz übergeht. Sie unterquert auf einem begradigten Abschnitt die A2 und verläuft dann auf der Gemeindegrenze von Neuenkirch und Sempach.
Die Kleine Aa erreicht das Waldstück Chuchi und passiert in diesem rechtsufrig das Sempacher Industriegebiet Allmend und linksufrig den Neuenkirchner Weiler Trutigen. In der Allmend lag einst der Trutigerweiher, der von der Kleinen Aa gespiesen wurde und heute überbaut ist. Nach der Unterquerung der Gotthardstrasse geht sie in den Allmendwald über und bildet ein bis rund 20 Meter tiefes Tobel, in welchem sie im unteren Abschnitt wieder ganz in Neuenkirch verläuft. Am Fusse des Fenerehubel (562 m ü. M.) beim Weiler Gottsmännigen wendet sie sich um 90-Grad nach Nordwesten und bildet kurz erneut die Gemeindegrenze. Sie passiert rechtsufrig einen Tümpel und fliesst nach einem Feldweg ganz in Sempach. Nach einem kleinen Bogen erreicht sie das Quartier Seesatz, das die Kleine Aa vom restlichen Sempach abtrennt. Hier wird sie von der Hauptstrasse 296 (Luzernerstrasse) überbrückt. Es folgt die Brücke der Seelandstrasse, bevor sie linksufrig die Sportanlage Seeland passiert und schliesslich zwischen dem Seebad und der Schweizerischen Vogelwarte sowie parallel zu der etwas südlicher verlaufenden Grossen Aa in den auf 504 m ü. M. gelegenen Sempachersee mündet.

### Einzugsgebiet
Das Einzugsgebiet der Kleinen Aa misst 6,74 km², davon sind 71,1 % Landwirtschaftsfläche, 19,1 % bestockte Fläche, 9,8 % Siedlungsfläche sowie 0,1 % Gewässerfläche.
Der höchste Punkt des Einzugsgebiets wird mit 684 m ü. M. in Hildisrieden erreicht, die durchschnittliche Höhe beträgt 573 m ü. M. und der mittlere Jahresniederschlag liegt bei 1148,41 mm.

### Zuflüsse
Vom Ursprung zur Mündung, die Namen nach dem Geoportal des Kantons Luzern und die Daten nach dem Geoserver der Schweizer Bundesverwaltung
- Hapferebächli (rechts), 1,6 km
- Kleine Aa (rechts), 1,7 km, 1,23 m²
- Schwarzlachenbächli (rechts), 1,1 km[6]
- Bannbach (rechts), 0,5 km[6]

## Hydrologie
Bei der Mündung der Kleinen Aa in den Sempachersee beträgt ihre modellierte mittlere Abflussmenge (MQ) 120 l/s.  Ihr Abflussregimetyp ist pluvial inférieur und ihre Abflussvariabilität beträgt 25.